# Марковский (Волгоградская область)
Марковский — посёлок в Нехаевском районе Волгоградской области России. Входит в состав Верхнереченского сельского поселения. Население 13 чел. (2010) .

## История
В соответствии с Законом Волгоградской области от 24 декабря 2004 года  № 977-ОД «Об установлении границ и наделении статусом Нехаевского района и муниципальных образований в его составе» , посёлок вошёл в состав образованного Верхнереченского сельского поселения. 

## География
Расположен в северо-западной части региона, в пределах Калачской возвышенности, относящейся к Восточно-Европейской равнине, на реке Тишанке (правый приток Хопра).
Абсолютная высота 113 метров над уровнем моря.

## Население
| 1989 | 2002 | 2010 | 2024 |
| ---- | ---- | ---- | ---- |
| 31   | 14   | 13   | 0    |

Гендерный состав
По данным Всероссийской переписи населения 2010 года в гендерной структуре населения из 13 человек мужчин — 8, женщин — 5 (61,5 и 38,5 % соответственно).
Национальный состав
Согласно результатам переписи 2002 года, в национальной структуре населения
русские составляли  100 % из общей численности населения в 14 чел.

## Инфраструктура
Развитое сельское хозяйство. Личное подсобное хозяйство.  